# Alexander Hendrickx

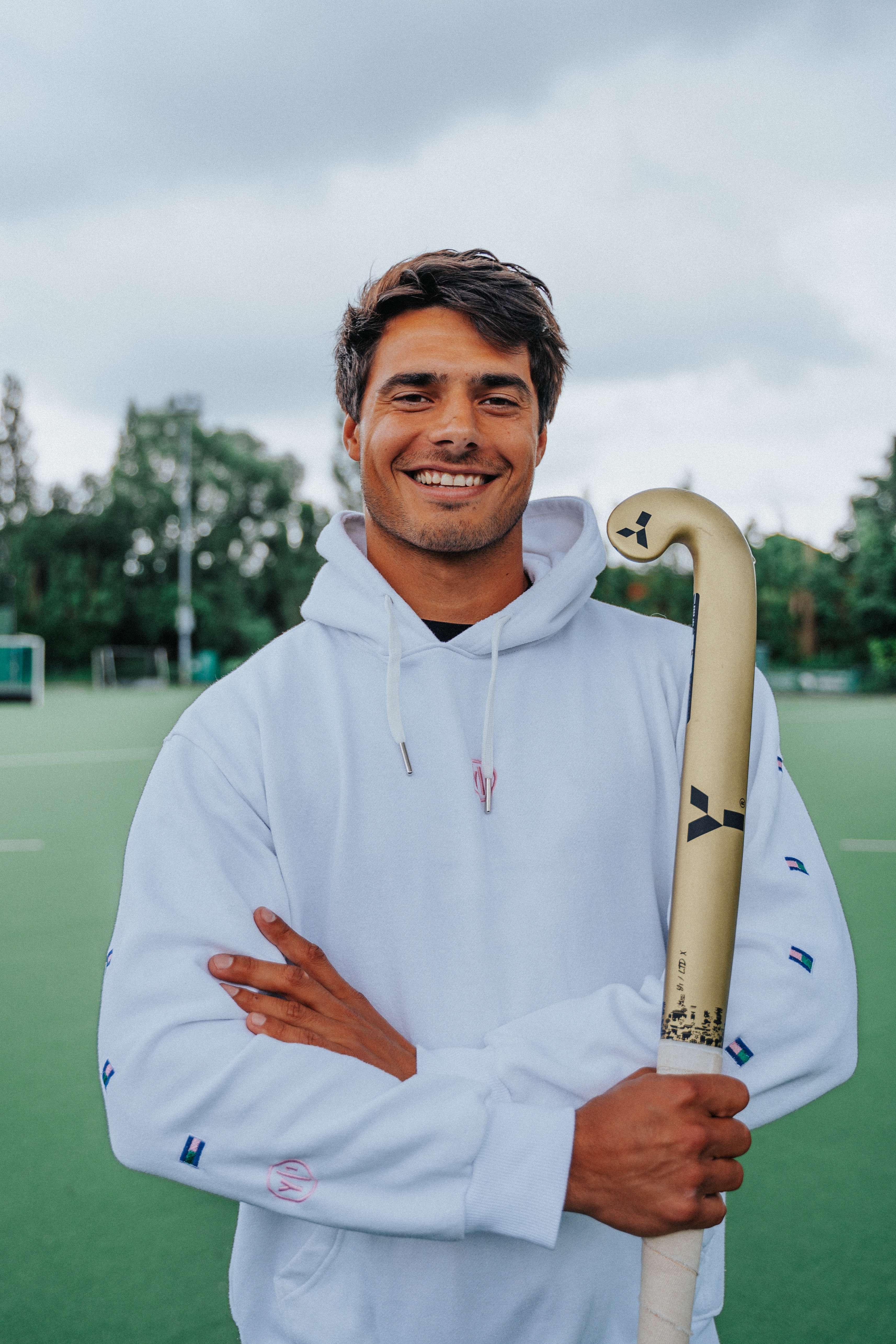
Alexander Hendrickx (2021)

Alexander Hendrickx (* 6. August 1993 in Wilrijk) ist ein belgischer Hockeyspieler. 2018 wurde er Weltmeister, 2019 Europameister und 2021 Olympiasieger.

## Sportliche Karriere
Bei den Olympischen Jugendspielen 2010 in Singapur belegte Hendrickx mit der belgischen Mannschaft den dritten Platz. 2013 belegten die Belgier den sechsten Platz bei den Juniorenweltmeisterschaften. Im Jahr darauf wurden die Belgier Vierte bei den Junioreneuropameisterschaften.
Sein erstes großes Turnier in der Erwachsenenklasse bestritt der Verteidiger bei der Europameisterschaft 2015 in London, dort belegten die Belgier den fünften Platz. 2016 bei den Olympischen Spielen in Rio de Janeiro gehörte Hendrickx zum Kader, wurde aber nicht eingesetzt.
2017 erreichten die Belgier bei der Europameisterschaft in Amstelveen das Finale mit einem Halbfinalsieg über die Deutschen nach Shootout. Im Finale gewannen die Niederländer mit 4:2. Die Weltmeisterschaft 2018 wurde im indischen Bhubaneswar ausgetragen. Die Belgier belegten in ihrer Vorrundengruppe den zweiten Platz hinter der indischen Mannschaft. Mit Siegen über die pakistanische Mannschaft und über die deutsche Mannschaft erreichten die Belgier das Halbfinale und gewannen dort mit 6:0 gegen die Engländer. Im Finale siegten die Belgier mit 3:2 im Shootout gegen die Niederländer und gewannen erstmals den Weltmeistertitel. Hendrickx war mit sieben verwandelten Strafecken zusammen mit dem Australier Blake Govers Torschützenkönig des Turniers. 2019 bei der Europameisterschaft in Antwerpen gewannen die Belgier erstmals den Europameistertitel, wobei sie im Finale die Spanier mit 5:0 bezwangen. Bei der Europameisterschaft 2021 gewannen die Belgier die Bronzemedaille. Zwei Monate später gewannen die Belgier bei den Olympischen Spielen in Tokio das Finale gegen die Australier im Penaltyschießen.
Bei der Weltmeisterschaft 2023 in Bhubaneswar erreichten die Belgier erneut das Finale, diesmal unterlagen sie der deutschen Mannschaft im Penaltyschießen. Hendrickx war nur in der Vorrunde dabei und wurde dann wegen Verletzung ersetzt. Bei den Olympischen Spielen 2024 in Paris gewannen die Belgier ihre Vorrundengruppe, schieden aber im Viertelfinale gegen die Spanier aus. Hendrickx war in allen sechs Spielen dabei.
Insgesamt bestritt Hendrickx bis August 2024 198 Länderspiele für Belgien.
Hendrickx begann bei Royal Antwerpen und spielte dann bei den KHC Dragons, mit denen er mehrfach belgischer Meister war. 2018 wechselte er in die Niederlande zu Pinoké.